# وادي رما
وادي رما: أحد مراكز محافظة الحجرة، تقع في جنوب محافظة الحجرة على مسافة 10 كيلاً. ويقطنها 2198 نسمة.